# Vacaciones (película de 2015)
Vacaciones (Vacation en inglés) es una película estadounidense de 2015, coescrita y codirigida por John Francis Daley y Jonathan Goldstein. Protagonizada por Ed Helms y Christina Applegate, el filme está basado en la saga Las vacaciones de una chiflada familia americana y su viaje a un parque de atracciones (1983) - que incluye las secuelas Las vacaciones europeas de una chiflada familia americana (1985), ¡Socorro! ¡Ya es Navidad! (1989), Vacaciones en Las Vegas (1997) y Hotel Hell vacation (2010) - y se estrenó en 2015.

## Sinopsis
Rusty Griswold (Ed Helms), siguiendo los pasos de su padre (Chevy Chase), decide sorprender a su esposa Debbie (Christina Applegate) y a sus hijos James (Skyler Gisondo) y Kevin (Steele Stebbins) con un viaje por todo Estados Unidos.

## Reparto
- Ed Helms como Russell "Rusty" Griswold
- Christina Applegate como Debbie Griswold, esposa de Rusty.
- Skyler Gisondo como James Griswold, el hijo mayor de Rusty y Debbie.
- Steele Stebbins como Kevin Griswold, el hijo menor de Rusty y Debbie.
- Leslie Mann como Audrey Griswold, la hermana de Rusty.
- Beverly D'Angelo como Ellen Griswold, la madre de Rusty y Audrey.
- Ron Livingston como Ethan, rival de Rusty.
- Chris Hemsworth como Stone Crandall, el marido de Audrey.
- Chevy Chase como Clark Griswold, el padre de Rusty y Audrey.
- Charlie Day como Chad, el guía del río.
- Catherine Missal como Adena, el nuevo interés amoroso de James.

Además, Elizabeth Gillies, Norman Reedus, Keegan-Michael Key y Regina Hall interpretan papeles menores como Heather, una chica de la hermandad, un camionero, y los amigos de la familia, Jack y Nancy Peterson, respectivamente. 
También, Tim Heidecker, Nick Kroll, Kaitlin Olson y Michael Peña interpretan a policías de los estados de Utah, Colorado, Arizona y Nuevo México, respectivamente. 
La modelo Hannah Jeter hace un cameo como una chica conductora de un Ferrari rojo y junto a ella, David Clennon, Colin Hanks, Ryan Cartwright y John Francis Daley aparecen en pequeños cameos a lo largo de la película interpretando a Barry, Jake, Terry y Robert, respectivamente.